# گرمابه سیدیان
گرمابه سیدیان مربوط به دوره قاجار است و در قزوین، خیابان شهدا، داخل حریم مسجد جامع واقع شده و این اثر در تاریخ ۱۹ مرداد ۱۳۸۴ با شمارهٔ ثبت ۱۲۹۰۰ به‌عنوان یکی از آثار ملی ایران به ثبت رسیده است.